# Aufsandung (Geologie)
Als Aufsandung wird in der Geologie das Entstehen einer Schicht von Lockersedimenten verstanden, insbesondere von Sand und Silt.
Regional wird mit Aufsandung auch die anthropogene Aufschüttung von Sand bezeichnet, vor allem in Bayern und in Österreich. Sie wird vor allem angewandt:
- als Unterbau für einen Trockenestrich, als Sandeinbettung für Ziersteine oder für die Pflasterung eines Platzes
- zur Bodenverbesserung klumpiger und toniger Böden im Gartenbau, und in größerem Umfang
- zur Trockenlegung von Siedlungen oder in touristischen Gebieten. In stärkerem Maße betrieben, kann sie zu unerwünschten Setzungen führen oder im küstennahen Flachland die natürliche Entwicklung des Bodens behindern.

Mit dem Wort Aufsandung steht eine dritte Bezeichnung in Zusammenhang, welche die Eigentumsübertragung von Liegenschaften betrifft. Das Wort ist heute nur noch im juristischen Begriff der Aufsandungserklärung für das Grundbuch überliefert (in Deutschland Auflassung) und kann entweder auf den Schreibsand (Bekräftigung eines Dokuments) oder die "Aufsendung" von Lehen (Rückstellung von Lehen an den Lehnsherrn) zurückgeführt werden.

## Zur Geologie von Aufsandungen
Die oben erwähnten, meist oberflächennahen Sandschichten oder Sandlinsen – die allerdings auch durch Tektonik in größere Tiefen gelangen können – entstehen entweder als Ablagerungen in/von Süßwasser (Seen, Flüsse, Bäche), von Brackwasser (vor allem bei Flussmündungen) oder vom Meer.
Sie lassen in den meisten Fällen eine stratigraphische Zuordnung der geologischen Vorgänge zu (siehe auch Chronostratigraphie), und manchmal auch eine Abschätzung der Höhe des Gewässer- bzw. des Meeresspiegels.
Beispielsweise hat das Nördlinger Ries (Süddeutschland) durch Erosion seiner von einem Asteroiden verursachten Auswurfmassen zur Aufsandung der sog. Graupensande geführt. Durch lithostratigraphische Detailstudien dieser Formationen konnten Stuttgarter Geowissenschafter feststellen, dass sich dort die Meeresmolasse um einige Jahrmillionen später als vermutet gebildet hat und im Badenium (mittleres Miozän) stattfand. Auch wie rasch der damalige Tiefstand des Meeresspiegels (vor ~15–14 Mill. Jahren) anstieg, lässt sich aus den "Graupensanden" abschätzen.
Im Wattenmeer bei Bremerhaven und vor Hamburg lässt sich die Sukzession der Vegetation auf den Dünen mit der Aufsandungsrate am Strand und den Prozessen der Bodenbildung korrelieren. Weitere Zusammenhänge bestehen zu Perioden der Überflutung, der Übersandung und zu den Phänomenen von Wellenschlag und Flugsand.
Bei Aufsandungen von Flüssen ist häufig eine vertikale Verfeinerung festzustellen (oben feinere Korngröße), die typischerweise einige Dezimeter in Höhe erreicht. Im Bereich von Flussauen (siehe 3. Weblink, geolog. Exkursion Salzach) können solche Sandlinsen im Zuge der "Auendynamik" auch unter den Ton der Bodenschicht gelangen, auf den sie ursprünglich abgelagert wurden.